# Haidengrün
Haidengrün ist ein Gemeindeteil der Stadt Schauenstein im Landkreis Hof (Oberfranken, Bayern). Die Gemarkung Haidengrün hat eine Fläche von 2,339 km². Sie ist in 385 Flurstücke aufgeteilt, die eine durchschnittliche Fläche von 6074,04 m² haben. In ihr liegen neben dem namensgebenden Ort die Gemeindeteile Haueisen und Papiermühle.

## Geografie
Das Dorf liegt auf einem Höhenzug des Frankenwaldes und ist von Acker- und Grünland umgeben. Im Ort entspringt der Thronbach. Etwas weiter östlich erstreckt sich das 20,75 ha große Naturschutzgebiet Thronbachtal. Eine Gemeindeverbindungsstraße  führt zur Staatsstraße 2194 bei Thron (2,6 km südwestlich) bzw. nach Uschertsgrün zur Kreisstraße HO 26 (3 km östlich). Ein Anliegerweg führt zur Papiermühle (0,6 km südlich).

## Geschichte
Zur Realgemeinde Haidengrün gehörte Papiermühle. Gegen Ende des 18. Jahrhunderts bestand Haidengrün aus 17 Anwesen. Die Hochgerichtsbarkeit sowie die Dorf- und Gemeindeherrschaft hatte das bambergische Centamt Enchenreuth. Grundherren waren das bambergische Kastenamt Stadtsteinach (12 Halbhöfe, 3 Tropfhäuser, 1 Ziegelhütte) und die Gemeinde (1 Tropfhaus).
1803 kam Haidengrün aufgrund des Reichsdeputationshauptschlusses an das Herzogtum Bayern. Infolge des Ersten Gemeindeedikts wurde Haidengrün dem 1812 gebildeten Steuerdistrikt Döbra zugewiesen. Zugleich entstand die Ruralgemeinde Haidengrün, zu der Haueisen und Papiermühle gehörten. Sie war in Verwaltung und Gerichtsbarkeit dem Landgericht Naila zugeordnet und in der Finanzverwaltung dem Rentamt Lichtenberg (1919 in Finanzamt Lichtenberg umbenannt, seit 1955 Finanzamt Naila). Ab 1862 gehörte Haidengrün zum Bezirksamt Naila (1939 in Landkreis Naila umbenannt). Die Gerichtsbarkeit blieb beim Landgericht Naila (1879 in Amtsgericht Naila umgewandelt). Die Gemeinde Haidengrün hatte 1964 eine Gebietsfläche von 2,337 km². Im Zuge der Gebietsreform in Bayern wurde die Gemeinde Haidengrün am 1. Mai 1978 nach Schauenstein eingemeindet.

### Baudenkmäler
- Haus Nr. 1: Wohnstallhaus[11]

ehemalige Baudenkmäler
- Haus Nr. 2: Eingeschossiges, verputzt massives Wohnstallhaus mit Satteldach und Gauben, vorderes Giebeldreieck in der oberen Hälfte verbrettert. Wohl zweite Hälfte des 18. Jahrhunderts, Stall in jüngerer Zeit zu Wohnzwecken umgebaut.[12]
- Haus Nr. 7: Zweigeschossiges Wohnstallhaus mit Satteldach; östliche Hälfte mit verputzt massivem Erdgeschoss und verputztem Fachwerkobergeschoss; westliche Teile in jüngerer Zeit massiv ausgebaut. Scheitelstein über Wohnungstür, bezeichnet „NH 1861“ (=Nikol Häßler).[12]
- Haus Nr. 10: Eingeschossiges, verputzt massives Wohnstallhaus der ersten Hälfte des 19. Jahrhunderts, mit Halbwalmdach; Giebeltrapeze aus verschiefertem und verbrettertem Fachwerk; Stall verkürzt.[12]
- Haus Nr. 18: Altes Schulhaus. Eingeschossiges, verputzt massives Gebäude, wohl Mitte des 19. Jahrhunderts, drei zu sieben Achsen, mit Halbwalmdach, Westgiebel verschiefert; Türrahmung mit Scheitelstein.[12]
- Haus Nr. 20: Eingeschossiges, verputzt massives Kleinhaus mit Kellerstall und Satteldach, Mitte des 19. Jahrhunderts; westliche Giebelfront verschiefert.[12]

### Einwohnerentwicklung
Gemeinde Haidengrün
| Jahr      | 1819  | 1840   | 1852   | 1855   | 1861   | 1867   | 1871   | 1875   | 1880   | 1885   | 1890   | 1895   | 1900   | 1905   | 1910   | 1919   | 1925   | 1933   | 1939   | 1946   | 1950   | 1952   | 1961  | 1970   |
| Einwohner | 158   | 220    | 253    | 243    | 252    | 246    | 240    | 252    | 260    | 256    | 240    | 227    | 243    | 247    | 233    | 216    | 222    | 228    | 210    | 251    | 249    | 242    | 207   | 183    |
| Häuser    |       |        |        |        |        |        | 47     |        |        | 46     | 37     |        | 39     |        |        |        | 39     |        |        |        | 43     |        | 47    |        |
| Quelle    | [ 7 ] | [ 14 ] | [ 14 ] | [ 14 ] | [ 15 ] | [ 16 ] | [ 17 ] | [ 18 ] | [ 19 ] | [ 20 ] | [ 21 ] | [ 14 ] | [ 22 ] | [ 14 ] | [ 23 ] | [ 14 ] | [ 24 ] | [ 14 ] | [ 14 ] | [ 14 ] | [ 25 ] | [ 14 ] | [ 8 ] | [ 26 ] |

Ort Haidengrün
| Jahr      | 001819 | 001861 | 001871 | 001885 | 001900 | 001925 | 001950 | 001961 | 001970 | 001987 | 002006 |
| Einwohner | *110   | *175   | 172    | 169    | 169    | 150    | 187    | 155    | 141    | 98     | 71     |
| Häuser    |        |        |        | 33     | 27     | 27     | 31     | 35     |        | 35     |        |
| Quelle    | [ 7 ]  | [ 15 ] | [ 17 ] | [ 20 ] | [ 22 ] | [ 24 ] | [ 25 ] | [ 8 ]  | [ 26 ] | [ 27 ] |        |

## Religion
Haidengrün ist seit der Reformation evangelisch-lutherisch geprägt und bis heute nach St. Bartholomäus (Schauenstein) gepfarrt.

## Vereine
An Vereinen gibt es in Haidengrün die Freiwillige Feuerwehr Haidengrün und die Ortsgruppe Haidengrün des Frankenwaldvereins e. V.